# Гута (Рогачёвский район)
Гу́та (бел. Гу́та) — деревня в Журавичском сельсовете Рогачёвского района Гомельской области Беларуси.

## География
В 42 км на северо-восток от районного центра и железнодорожной станции Рогачёв (на линии Могилёв — Жлобин), 102 км от Гомеля.

## Гидрография
На реке Гутлянка (левый приток реки Днепр). В 250 м на северо-запад возле р. Гутлянка расположен родник «Чернецова криница». Родник представляет собой небольшое озеро, в котором бьют два ключа; на укрепленном берегу имеется небольшая часовня.

## Транспортная система
Транспортные связи по просёлочной дороге, затем по шоссе Могилёв — Довск. Планировка состоит из дугообразной широтной улицы, к которой на севере присоединяется короткая улица. Застройка двусторонняя, деревянная, усадебного типа.

## История
Обнаруженный археологами курганный могильник XI—XIII веков (14 насыпей, в 1 км на восток от деревни) свидетельствует о заселении этих мест с давних времён.
По письменным источникам известна с XVIII века как селение в Рогачёвском уезде Могилёвской губернии.
После 1-го раздела Речи Посполитой (1772 год) в составе Российской империи. Слободка Гута во владениях Ефима Михайловича Юдицкого, в 1777 году — 154 крестьянина, 3 еврея. По ревизии 1816 года в состав поместья Гута входили 2 деревни и фольварк с общим количеством 465 жителей.
В первой половине XIX века некоторое время имение Ефимово (с прилегающими деревнями Звонец, Волосовичи, Ямное, Гута и прочими) принадлежало помещикам Жуковским, но они заложили его за долги, выкупить не смогли, и оно было передано жене генерал-майора Вищинского Екатерине Иосифовне (Юдицкой), которая продала его помещикам Борисевичам. Новые помещики ввели строгое управление, ухудшили для приобретенных крепостных условия жизни.
В 1824 году произошли волнения крестьян против притеснений помещиков Борисевичей. Крестьяне в числе 100 человек подали жалобу на помещиков могилевскому губернатору Бажанову, в которой просили «обороны от угнетения Борисевичей и избавления их от голода». Положение крепостных еще больше ухудшилось, когда Борисевичи узнали об этих жалобах. После чего сговорившиеся крестьяне собрались у поместья Ефимово со своими требованиями. Для разгона собравшихся помещиками были вызваны земская полиция и солдаты, последовали публичные наказания в деревне Звонец наиболее активных крестьян в виде порки и ссылки на каторжные работы в Сибирь. Иван Игнатьевич из деревни Гута наказан 50 ударами кнута, еще для 12 человек из деревни Гута вынесен приговор в 25 ударов кнута и либо оставлении в имении, если владельцы на то согласны, либо ссылке в Сибирь. Крестьяне составили письмо с жалобой уже на имя царя и в тайне отправили от себя трех посыльных в Петербург. До Петербурга они добрались, но там были арестованы и отправлены назад с распоряжением наказать их. Рогачевский уездный суд присудил каждому из пойманных 25 ударов кнута и ссылку в Сибирь на каторжные работы (за самовольность и непослушание внушениям начальства).
В 1864 году Гута и Звонец — владения наследницы покойного помещика губернского секретаря Стефана Леонтьевича Борисевича, малолетней дочери его Марии Степановны Борисевич (опекун инженер подполковник Дунин), которой «в 1856 году имение досталось по завещанию отца, а ему в 1838 году по раздельному акту с братьями Дементием, Федором, Антоном [сыновья Леонтия Борисевича]».
В 1858 году 17 дворов, 100 жителей. В 1860 году в помещичьих владениях здесь 2908 десятин земли, винокуренный завод, 4 трактира, 3 мельницы, сукновальня и кирпичный завод. С 1876 года работал сахарный завод. В 1902 году в поместье действовал конезавод.
В 1909 году Гутнянскому сельскому обществу (57 дворов, 514 жителей) принадлежало 737+3⁄4 десятин земли. Деревня относилась к приходу Журавичской православной церкви. Административно в Ново-Быховской волости Быховского уезда Могилёвской губернии..
В ходе программы коллективизации сельского хозяйства в 1931 году жители вступили в колхоз.
Во время Великой Отечественной войны каратели в 1943 году сожгли 12 дворов. В боях за деревню и окрестности погибли 60 советских солдат (похоронены в братской могиле, в 0,7 км на запад от деревни). Освобождена 24 ноября 1943 года. 36 жителей погибли на фронте.
Согласно переписи 1959 года в составе колхоза «XXII партсъезд» (центр — деревня Хатовня).

## Население
- 1777 год — 154 крестьянина, 3 еврея
- 1816 год — 16 дворов, 91 житель
- 1858 год — 17 дворов, 100 жителей
- 1909 год — 57 дворов, 514 жителей
- 1940 год — 104 двора, 397 жителей
- 1959 год — 467 жителей (согласно переписи)
- 2004 год — 39 хозяйств, 64 жителя
- 2019 год — 11 хозяйств, 11 жителей[4]

## Известные уроженцы
- Ф. Е. Жгиров — Герой Советского Союза, начальник штаба 221-го гвардейского стрелкового полка 77-й гвардейской Черниговской Краснознамённой стрелковой дивизии 61-й армии Центрального фронта.
- В. Ю. Ткачёв — белорусский поэт.